# Vlădeni, Botoșani
Vlădeni là một xã thuộc hạt Botoșani, România. Dân số thời điểm năm 2002 là 4993 người.